# 利馬尼 (別列贊卡區)
46°41′42″N 31°28′15″E / 46.69500°N 31.47083°E

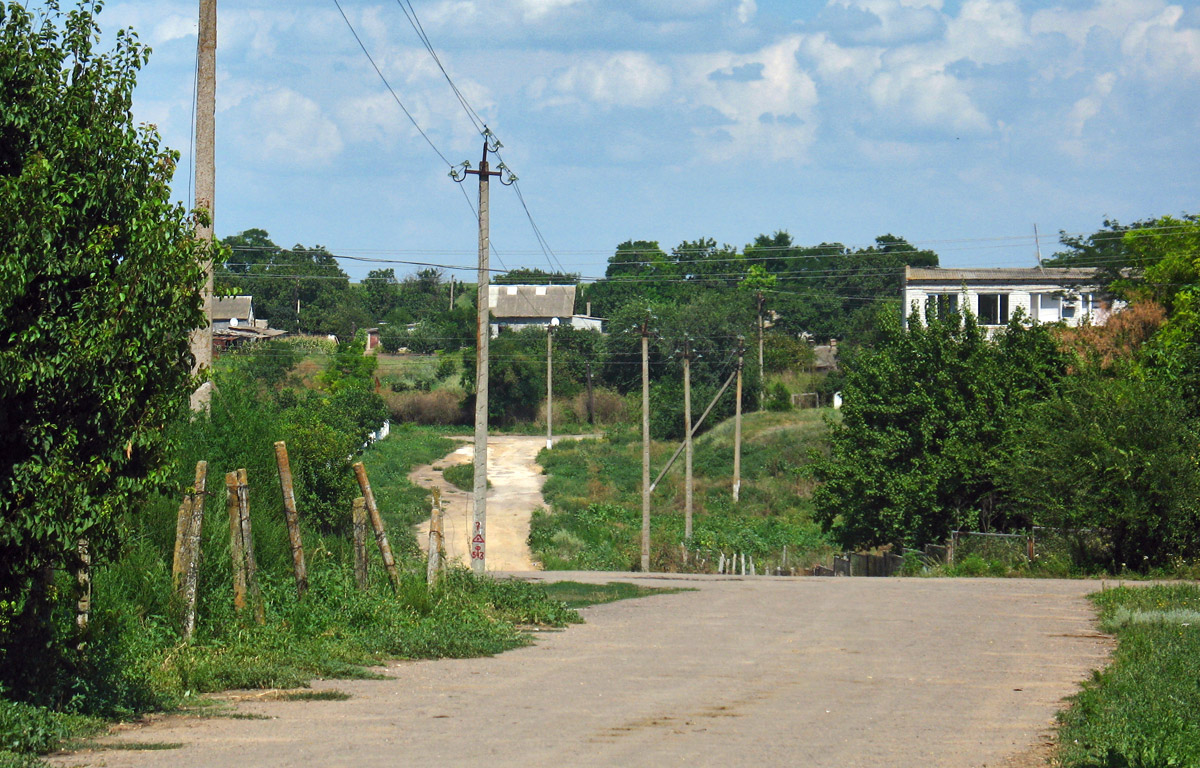

利馬尼（烏克蘭語：Лимани），是烏克蘭南部的村莊，隸屬尼古拉耶夫州的尼古拉耶夫區。該村始建於十八世紀，面積3平方公里，海拔高度6米，2001年人口757，人口密度每平方公里252.3人。